# 謝里登鎮區 (堪薩斯州克勞福德縣)
謝里登鎮區（英語：Sheridan Township）為位在美國堪薩斯州克勞福德縣的鎮區。2010年美国人口普查中該鎮區人口有1,451人。

## 地理
謝里登鎮區涵蓋面積206.7平方（79.8平方英里），境內設有一座城市：切羅基。

### 墓園
根據美國地質調查局的資料，此鎮區擁有5座墓園：
- 比尤拉墓園（Beulah Cemetery）
- 切羅基墓園（Cherokee Cemetery）
- 邁耶斯墓園（Meyers Cemetery）
- 蒙茅斯墓園（Monmouth Cemetery）
- 歐塞奇墓園（Osage Cemetery）

### 溪流
通過此鎮區的溪流有：
- 格賴恩斯通溪（Grindstone Creek）
- 萊姆斯通溪（Limestone Creek）
- 桑德博爾特溪（Thunderbolt Creek）
- 沃爾夫溪（Wolf Creek）

## 人口統計
根據2010年美國人口普查，謝里登鎮區人口有1,451人，人口密度為7.01人/每平方公里。此鎮區居民之種族有97.24%為白人；0.21%為非裔美洲人；0.55%為美洲原住民；0.07%為亞洲人；0%為太平洋島民；0.21%為其他種族；另外有1.72%為混血種族。而西班牙裔或拉丁裔美洲人佔此鎮區人口的1.72%。

## 外部連結
- US-Counties.com
- City-Data.com（页面存档备份，存于）